# 马太福音第3章
马太福音第3章是《新约圣经·马太福音》的第三章，共有17节。

## 内容

### 施洗约翰
在马太福音3章1～6节，记载出身祭司家庭的施洗约翰，离开耶路撒冷到犹太的旷野传道。他身穿骆驼毛的衣服，腰束皮带，吃蝗虫、野蜜。
施洗约翰在犹太的旷野传道，宣扬诸天的国已经临近，犹太人需要为了诸天的国而要悔改，并在约但河里受浸。在3章2节有3个关键词：“悔改”、“诸天”和“国”。“悔改”在希腊文中的原意是心思改变，生出懊悔而转移目标（从自己的思想、人生观、推理转向神的旨意）。“诸天”是一个希伯来成语，是指最高的天（第三层天），即神的宝座所在之处。此处所称诸天的国与以色列人通常所盼望的弥赛亚国不同，弥赛亚国是“大卫重新建造的帐幕”，是由以色列人所组成的大卫复兴的国，性质是属地的、物质的；而诸天的国性质是属灵的、属天的，是由重生信徒所组成。为了诸天的国度而悔改，意为因为背叛或不服从神的权柄而悔改。
施洗约翰在旷野的传道，吸引了来自“耶路撒冷和犹太全地，并约但河四周全境”的大批群众“络绎的出去到约翰那里”。
施洗约翰责备来受他浸的法利赛人和撒都该人，称他们为“毒蛇之种”，必须要为了逃避未来的审判而悔改，而不要自恃自己是亚伯拉罕肉身的子孙。并且预言说，由于犹太人不肯悔改，耶和华将这些“不结好果子的树”砍下来，另外兴起相信的外邦人作亚伯拉罕信心的后裔。。
此外，施洗约翰还引荐在他之后来的一位比他能力更大，“我就是给祂提鞋也不配”。施洗约翰引用以赛亚书的预言“在旷野有人声喊着：预备主的道路，修直祂的途径。”，证明他要求人悔改，是为耶稣预备道路，进入人心（道路），并且占有人心的各部分（途径），如心思、心情及心志等。
施洗约翰又表示，他是将人浸在水里，叫人悔改；但他以后将要来的那一位是将人浸在圣灵与火里。这样，在这一节中一共出现了3种浸：在水里的浸、在灵里的浸和在火里的浸。

### 耶稣受浸

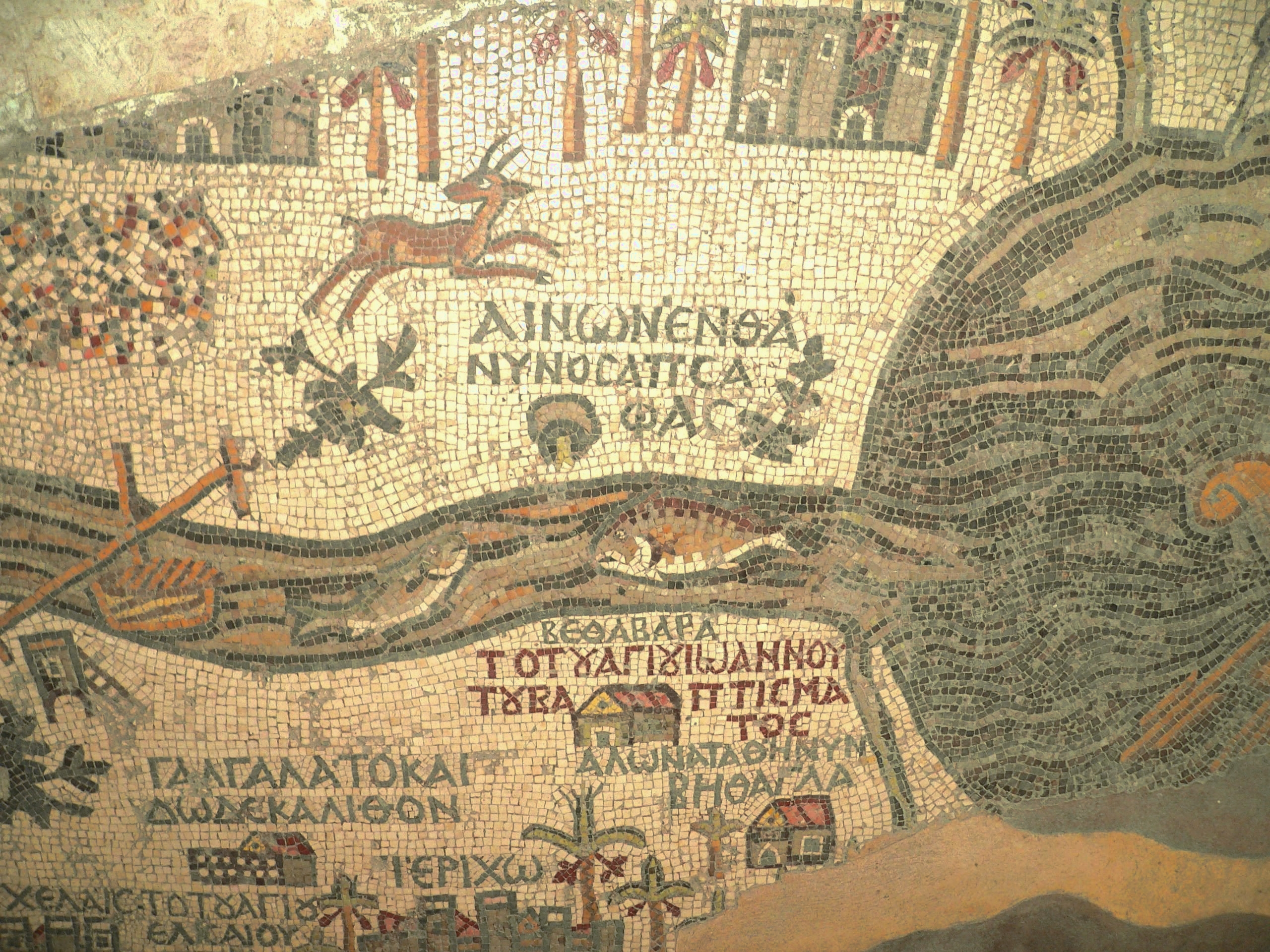
两个可能的受浸地点

在第13～17节，记载耶稣从加利利来到约但河，受约翰的浸。三卷对观福音都记载了耶稣受浸的事迹，只有约翰福音没有记载，这与这卷福音书强调耶稣是神有关，而在三卷对观福音中，耶稣都是站在人的地位上，来受约翰的浸。施洗约翰本来想要拦阻耶稣受浸，说：“我当受你的浸，你反到我这里来么？”，这时耶稣表示：“因为我们理当这样尽全般的义”解经家李常受解释说，义就是照着神所命定的作法生活、行事、为人，成为对的。神在那个时代的安排就是差遣约翰施浸，人到他那里去受浸就是尽了在神面前的义，履行了神的要求。耶稣以人的身分，来到约翰这里，也必须受浸，遵守神这时代的安排，否则祂就和神不对了。
受浸也是表明将自己摆到死与复活里，表明耶稣将要开始的尽职（在实际死而复活的三年半以前）不是以天然的方式，而是以复活的方式来完成。
当耶稣受了浸，随即从水里上来，于是得到了三件事：天向他开了，神的灵仿佛鸽子落在他身上，天上又有声音说：“这是我的爱子，我所喜悦的”。

## 相关研究

### 关于施洗约翰
对于施洗约翰在旷野的传道工作，各种学派有不同的解释。有些解经家认为他在旷野工作，身穿的骆驼毛的衣服，吃的是蝗虫野蜜，过着最简单的生活，表现不为名位，势利之淡泊心志。有些学者强调他勇敢指出人的错误，要人接受他悔改的洗礼，不是以甜言蜜语来笼络这些人，反而严肃地指出他们的罪来，并且后来不畏王权与自身的安危，勇敢指出王的罪。但是也有解经家着重强调，施洗约翰虽然出身祭司家庭（来自利未支派，即祭司支派），本来应该成为在圣城耶路撒冷的圣殿内的祭司，穿着律法条例规定的细麻作的祭司袍尽职，吃律法条例规定的祭司的食物，就是百姓奉献的细面和祭肉。，却离开传统的宗教中心，身穿骆驼毛的衣服，腰束皮带，吃蝗虫、野蜜，是表明他放弃了传统的宗教做法。

### 约旦河
对于施洗约翰施洗的地点——约但河，有些解经家根据旧约圣经的相关记载，解释说，在约但河里受浸，意味着旧人的埋葬和新人的复活，并且被带进真正的美地基督里面。根据约书亚记的记载，以色列人在过约但河进入迦南时，曾将代表以色列十二支派的十二块石头埋在河里，又将同样代表以色列十二支派的另外12块石头，从河里带上来。

### 三种浸
在本章11节，施洗约翰表示，他是将人浸在水里，叫人悔改；但他以后将要来的那一位是将人浸在圣灵与火里。这样，在这一节中一共出现了3种浸：在水里的浸、在灵里的浸和在火里的浸。有些观点认为这里所说的圣灵与火的浸就是指五旬节那天如火焰的舌头的圣灵浇灌，但是另一种观点认为，这样的解释与其前后10、12节约翰所说的火产生了冲突，因为那里的火不是与圣灵有关；而是指照着白色大宝座审判的火湖的火。这里的意思是耶稣的浸是叫接受他的人在圣灵里得着永远的生命，而拒绝的人则在火里永远沉沦。如果法利赛人和撒都该人真正悔改相信，就被浸在圣灵里，得到永远的生命；否则，就要浸在火里，丢在火湖里遭受永远的沉沦。到将来耶稣要“手里拿着扬场的簸箕”，“扬净祂的禾场”，把“麦子收在仓里”，“把糠秕用不灭的火烧尽了”。意为由麦子所表征的里面有生命者将要被提，收在空中的仓里，而由糠秕所表征的里面没有生命、不肯悔改的犹太人，要被扔到火湖里。。

### 三一论
马太福音3章17节的记载常被三一论者引用，作为证明父、子、灵三者同时存在的重要依据。在这一节，三一神的三者同时出现：圣子从水里上来，圣灵降临在圣子身上，圣父发出声音见证他的爱子。

### 圣灵论
耶稣受浸带来的另一个神学问题，就是耶稣究竟在何时接受圣灵的问题。根据路加福音1章，耶稣是从圣灵而生，证明祂里头早就有圣灵。这时圣灵降在耶稣的身上，是为着他将要开始的尽职膏他，得到能力。这也是以赛亚书预言的应验：“主耶和华的灵在我身上，因为耶和华膏了我，叫我传好信息给困苦的人；祂差遣我去为伤心的人裹伤，宣扬被掳的得自由，被囚的得开释；” 。
还有解经家指出，鸽子表征眼光温柔、目的单纯。圣灵仿佛鸽子降在主耶稣身上，表示他专注于神的旨意，温柔并单纯的尽职。